# Câu đố cờ vua

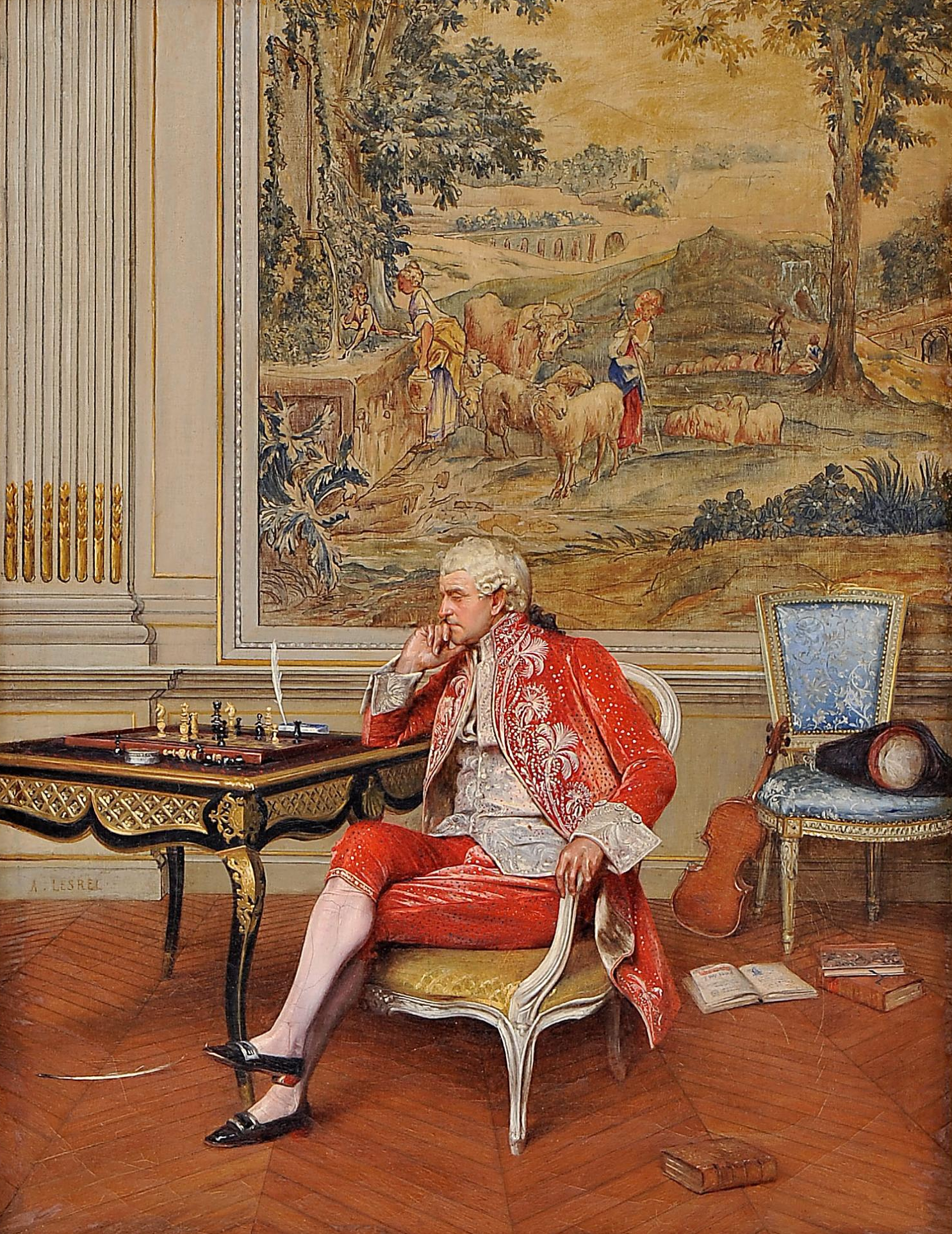
Một bài toán hay, bởi Adolphe Alexandre Lesrel

Câu đố cờ vua, còn được gọi là bài toán cờ vua, là một câu đố do người soạn đặt ra bằng cách sử dụng các quân cờ trên bàn cờ, trình bày cho người giải một nhiệm vụ cụ thể. Ví dụ, một thế cờ có thể được đưa ra với hướng dẫn rằng Trắng phải di chuyển trước, và chiếu hết Đen trong hai nước đi để chống lại bất kỳ sự kháng cự nào có thể xảy ra. Về cơ bản, một bài toán cờ vua khác với ván cờ trên bàn ở chỗ ván cờ liên quan đến cuộc chiến giữa đen và trắng, trong khi bài toán trước liên quan đến sự cạnh tranh giữa người sáng tác và người giải. Hầu hết các vị trí xảy ra trong một vấn đề cờ vua là "phi thực tế" theo nghĩa là chúng rất khó xảy ra trong ván cờ trên bàn. Có rất nhiều thuật ngữ chuyên ngành được sử dụng liên quan đến các vấn đề cờ vua.

## Định nghĩa
Thuật ngữ "câu đố cờ vua" không được định nghĩa rõ ràng: không có sự khác biệt rõ ràng giữa thế cờ vua và các câu đố hoặc bài tập chiến thuật. Tuy nhiên, trong thực tế, sự khác biệt là rất rõ ràng. Có những đặc điểm chung được thể hiện bởi các thế cờ trong phần câu đố của tạp chí cờ vua, tạp chí chuyên ngành về cờ vua và trong tuyển tập các câu đố cờ vua ở dạng sách.